# Arthur de Connaught et Strathearn
Pour les articles homonymes, voir Arthur du Royaume-Uni et Arthur de Connaught.
Le prince Arthur du Royaume-Uni, duc de Connaught et Strathearn (Arthur William Patrick Albert, né le 1er mai 1850 au palais de Buckingham et mort le 16 janvier 1942 à Bagshot Park dans le Surrey), est un membre de la famille royale britannique et homme d'État qui exerce notamment la fonction de gouverneur général du Canada. L'île du Prince-Patrick est baptisée en son honneur.

## Biographie
Le septième enfant et le troisième fils de la reine Victoria et du prince Albert de Saxe-Cobourg-Gotha, Arthur est éduqué par des tuteurs particuliers jusqu'à l’âge de 16 ans, quand  il intègre l'académie royale militaire de Woolwich. Sa carrière dans la British Army dure près de 40 ans et le conduit à divers endroits dans l’Empire britannique (notamment en Égypte, lors de la guerre anglo-égyptienne de 1882). En 1906, il fait une visite officielle au Japon et est représenté sur l'une des trois cartes postales de l'exposition anglo-japonaise de 1910. Créé duc de Connaught et Strathearn et comte de Sussex, il est nommé en 1911 gouverneur général du Canada par son neveu, le roi George V, sur recommandation du premier ministre Lord Asquith et occupe cette fonction jusqu'en 1916. Il est grand-maître de la Grande Loge unie d'Angleterre de 1901 à 1939.

Avant sa mort en 1942, il est le dernier fils encore vivant de la reine Victoria et du prince Albert.

<big>Représentation du prince Arthur, lors de l'enfance</big>
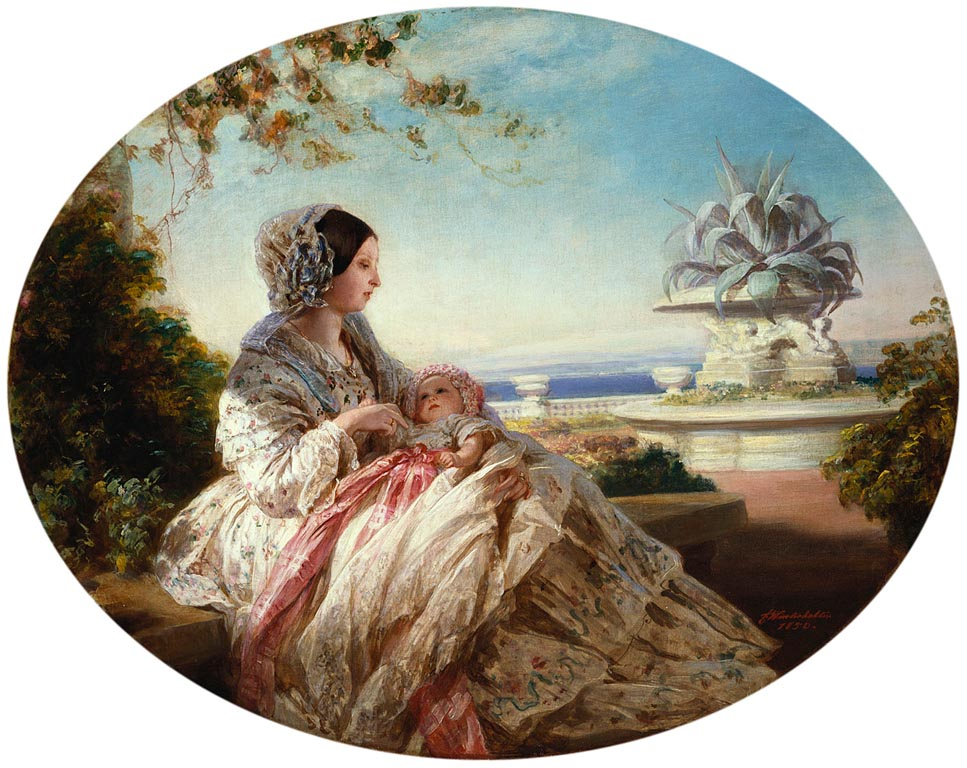
Le prince Arthur avec sa mère la reine Victoria, 1850, par Franz Xaver Winterhalter
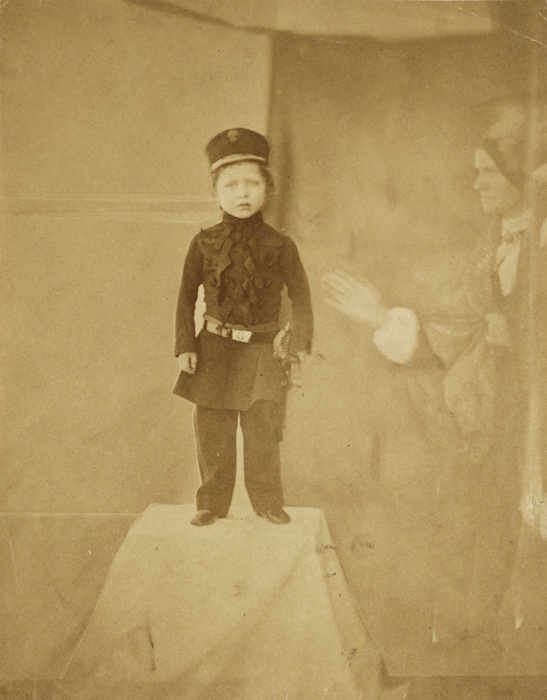
Photographie du prince Arthur, par Roger Fenton, 1854
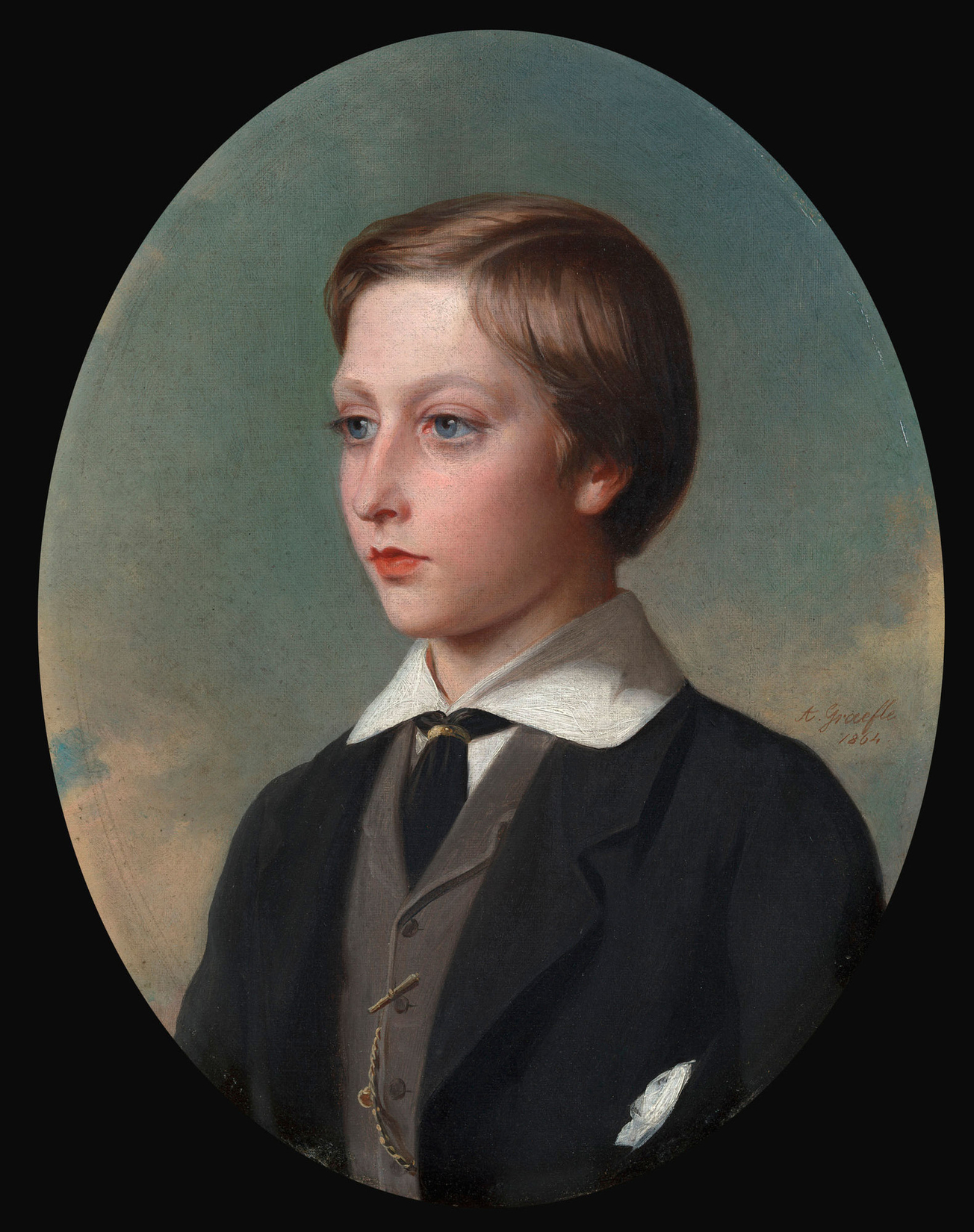
Portrait du prince Arthur, par Albert Gräfle, 1864
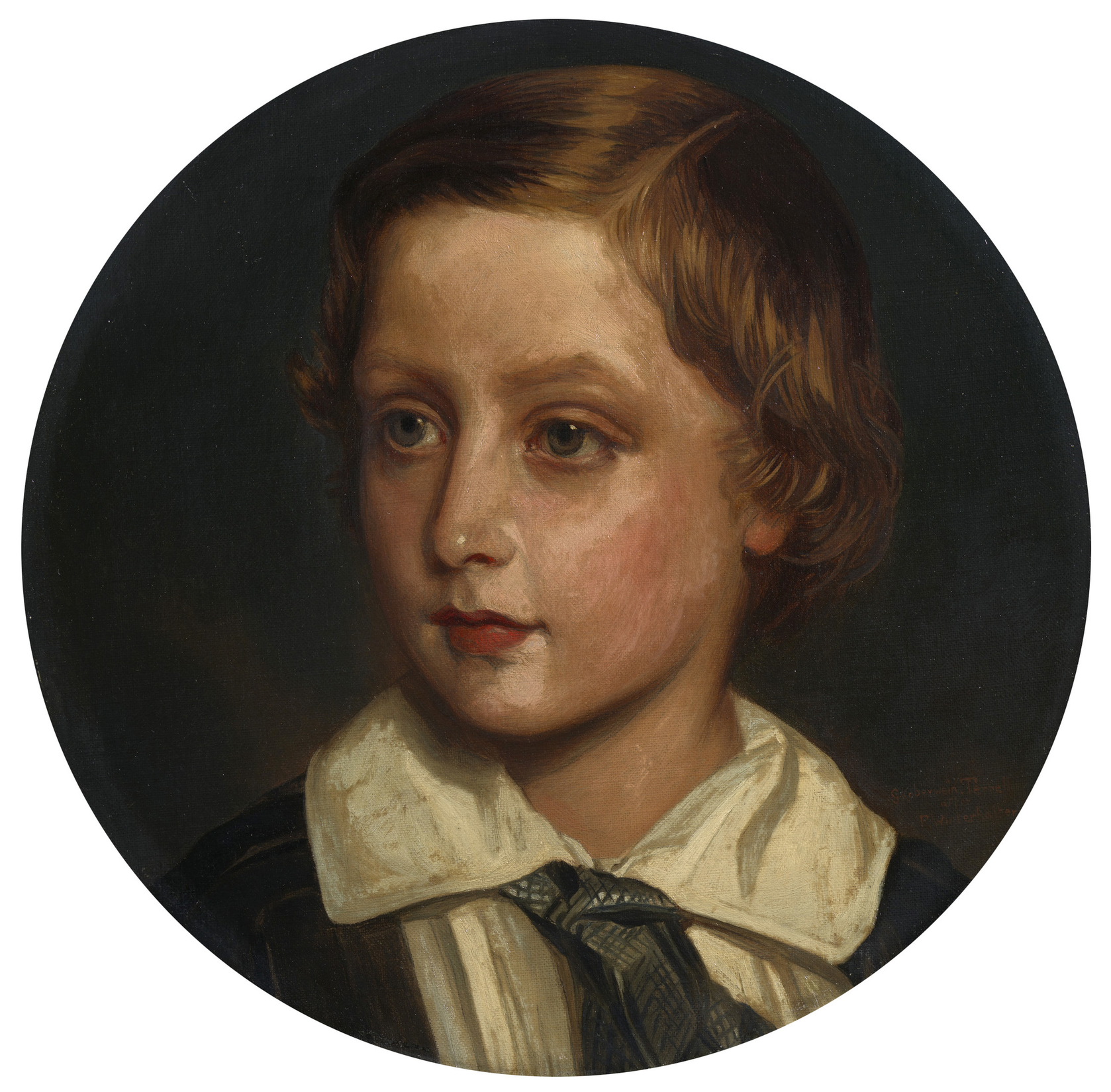
Peinture du prince Arthur, anonyme, vers 1859

## Mariage
Il épousa le 13 mars 1879 la princesse Louise-Marguerite de Prusse, dont il a trois enfants :
| Nom                             | Naissance       | Décès             | Mariage                                                 |
| ------------------------------- | --------------- | ----------------- | ------------------------------------------------------- |
| Princesse Margaret de Connaught | 15 janvier 1882 | 1er mai 1920      | Prince héritier de Suède (futur roi Gustave VI Adolphe) |
| Prince Arthur de Connaught      | 13 janvier 1883 | 12 septembre 1938 | Princesse Alexandra, duchesse de Fife                   |
| Princesse Patricia de Connaught | 17 mars 1886    | 12 janvier 1974   | Sir Alexander Ramsay                                    |

Par sa fille Margaret, il est notamment l'arrière-grand-père du roi Charles XVI Gustave de Suède et la reine Margrethe II de Danemark.

## Titulature
- 1850-1874 : Son Altesse Royale le prince Arthur du Royaume-Uni
- 1874-1942 : Son Altesse Royale le duc de Connaught et Strathearn
  - 1911-1916 : Son Altesse Royale le duc de Connaught et Strathearn, gouverneur général du Canada
- Chief of the Six-Nations of Indians (1er octobre 1869)

Armoiries du duc de Connaught et Strathearn